# نمط فرداني

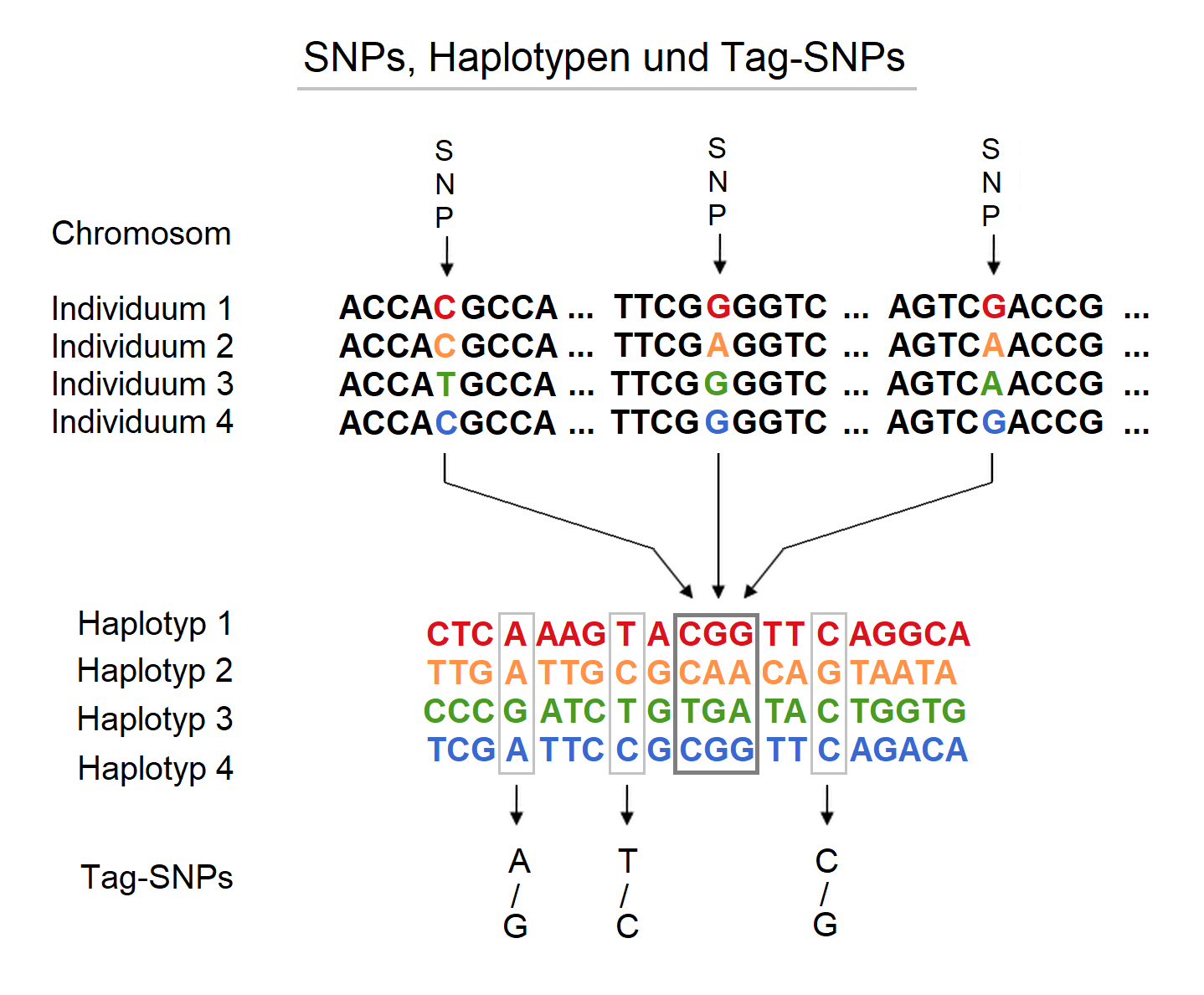

النمط الفرداني (بالإنجليزية: Haplotype)‏ في علم الوراثة هو توليفة من الألائل (أشكال بديلة من الجين) لمجموعة من الجينات المرتبطة التي تحتل مواقع متجاورة على الصبغي، والتي عادة ما يتم توريثها سوياً كوحدة واحدة. النمط الفرداني قد يكون موضعًا صبغويًا واحدًا، عدة مواضع صبغوية، أو الصبغي بأكمله. وذلك يعتمد على معدل التأشيب الذي يحدث بين المواضع الصبغوية.